# Reinprecht IV. von Walsee

Stammwappen derer von Walsee

Reinprecht IV. von Walsee (* 1405/06; † 10. März 1450), aus dem Ministerialengeschlecht der Walseer, war von 1423 bis 1450 wie schon zuvor sein Vater Reinprecht II. von Walsee Hauptmann ob der Enns. Die nicht durchgehende Nummerierung ergibt sich aus der traditionellen Zählung, die das gesamte Geschlecht der Walseer berücksichtigt, wodurch den Namen Reinprecht III. ein entfernter, von 1349 bis 1353 bezeugter Verwandter aus der Linie Walsee-Drosendorf trägt.

## Leben
Der erst 16-jährige Reinprecht übernahm die Hauptmannschaft ob der Enns von seinem 1422 verstorbenen Vater Reinprecht II. von Walsee. Die enge Beziehung, die sein Vater als Ratgeber mit Herzog Albrecht V. pflegte, konnte der junge unerfahrene Reinprecht nicht mehr aufbauen.
Bereits in seinen ersten Amtsjahren musste Reinprecht mehrfach gegen die Hussiten rüsten und kämpfen. Als im März 1427 ein Heer der Taboriten die Stadt Zwettl belagerte, eilte das von Herzog Albrecht V. aufgebotene Heer unter der Führung von Reinprecht IV. und Leopold von Krayg zum Entsatz heran, wo es am 25. März 1427 zur Schlacht bei Zwettl kam. Nach vier Stunden eroberten die Österreicher die feindliche Wagenburg und schlugen den Gegner in die Flucht. Doch statt die fliehenden Hussiten energisch zu verfolgen, plünderten die Sieger die aufgegebene Wagenburg und wurden dabei von den Hussiten, die sich wieder gesammelt hatten, erneut angegriffen und geschlagen. Der Verlust der Österreicher, für den laut Aeneas Sylvius Piccolomini die Sorglosigkeit des Walseers verantwortlich war, wird mit 9.000 Mann beziffert.
Österreich nördlich der Donau wurde in der Folge abermals furchtbar verwüstet, die Mühlviertler Märkte Haslach an der Mühl und Leonfelden gingen in Flammen auf. Die walseeischen Besitzungen Schloss Guntersdorf und Schloss Asparn mussten laut überlieferten Soldquittungen mindestens zwei Jahre lang militärisch stark besetzt und unterhalten werden.
Reinprecht IV. versuchte die steigenden finanziellen Ausgaben durch genauere Verrechnung und Vermehrung der Untertanenleistungen hereinzubringen, was für die Bevölkerung eine drückende Last darstellte. Auch die Bürger der landesfürstlichen Städte behandelte Reinprecht keineswegs nachsichtig, sondern schädigte sie in ihren Handelsrechten. Im Salzhandel ließ Reinprecht entgegen dem herzoglich vorordneten Straßenzwang über den Linzer Steig nach Freistadt selber bairisches Salz über Ottensheim und Leonfelden nach Böhmen verkaufen. Das bezeugt eine am 4. Mai 1431 an Herzog Albrecht verfasste Beschwerdeschrift der Linzer Bürger, die sich im Streit mit dem walseeischen Burggrafen von Waxenberg befanden. Die Stelle der Walseer als herzogliche Geldgeber übernahm dann allmählich Ulrich von Eyczing.

## Besitzungen
Im Jahr 1435 war Reinprecht IV. gezwungen, zahlreiche Besitzungen an die Herzöge Albrecht V. und Friedrich V. (den späteren Kaiser Friedrich III.) zurückzugeben. Darunter befanden sich 
- in der Steiermark die Pfandschaft Mahrenberg (Radlje ob Dravi) und die Stadt Windischgraz (Slovenj Gradec),
- im Raum ob der Enns Attersee, Frankenburg, Puchheim, Seisenburg, Waxenberg mit Ottensheim, Falkenstein, Neuburg am Inn
- im Raum unter der Enns die Grafschaft Peilstein und die Burg Freyenstein.